# Tijjani Reijnders
Tijjani Martinus Jan Reijnders (ur. 29 lipca 1998 w Zwolle) – holenderski piłkarz występujący na pozycji pomocnika w angielskim klubie Manchester City oraz w reprezentacji Holandii. Półfinalista Mistrzostw Europy 2024.
Wychowanek PEC Zwolle, w trakcie swojej kariery grał także w takich zespołach jak AZ , RKC Waalwijk oraz AC Milan.